# Uberaba (navio)
O Uberaba foi um navio mercante pertencente ao Lloyd Brasileiro, empregado em viagens entre o Brasil e os Estados Unidos. Em 25 de março de 1921, numa viagem de retorno com destino a Fortaleza, naufragou nos recifes de coral do Parcel de Manuel Luís, no litoral do Maranhão. Não houve mortos.

## Histórico
O navio foi construído nos estaleiros Reiherstiegwerft, em Hamburgo, Alemanha, sob encomenda da companhia Woermann Linie, que operava rotas para a África ocidental. Recebeu o nome Henny Woermann.
No início da Primeira Guerra Mundial, o Henny Woermann, foi deslocado para Recife em 1914. Em 1917, foi confiscado pelo Governo do Brasil junto a outros 45 navios, em represália ao afundamento de embarcações brasileiras por submarinos alemães durante a guerra. Teve seu nome alterado para Uberaba e foi anexado à frota do Lloyd Brasileiro, passando a realizar viagens entre o Brasil e a América do Norte. Numa viagem de retorno ao Brasil, chegou a ser perseguido por um submarino alemão em agosto de 1918, e alvejado com 32 tiros, mas conseguiu escapar.
O Uberaba, considerado um dos navios mais belos do Lloyd Brasileiro, possuía vários camarotes luxuosos e salas com revestimento em mármore. Era idêntico, em características técnicas, ao navio Almirante Jaceguay (ex-Professor Woermann), comprado pelo Lloyd Brasileiro em 1921.

## Naufrágio
O Uberaba, procedente de Nova York, realizou parada em Belém e deixou aquela cidade em 23 de março de 1921, com destino a Fortaleza. O comandante Pedro Velloso da Silveira havia definido a rota a ser seguida, de modo que o navio passasse a pelo menos 10 milhas de qualquer área perigosa, e mandou reduzir a velocidade à meia-noite de 25 de março. Por volta das 2h30, o Uberaba foi sacudido por três fortes impactos que acordaram grande parte dos passageiros, e teve sua casa de máquinas inundada, ficando às escuras. O segundo telegrafista, Diógenes Padilha, conseguiu fazer contato com navios próximos, após muitas tentativas. O navio havia colidido com cabeços de coral. Alguns ocupantes se precipitaram e deixaram o navio em duas baleeiras, apesar de a embarcação não ter submergido completamente.
Na tarde de 25 de março, o navio Justin resgatou os 229 ocupantes que permaneceram no Uberaba. Uma das baleeiras, com 41 náufragos, foi resgatada pelo navio Bragança. A segunda, com 30 ocupantes, aportou em Carutapera em 30 de março.

### Desfecho
O Lloyd Brasileiro contratou o engenheiro naval Mario Schiucca, da Julius Söhsten & Cia., para reflutuar a embarcação. A operação de salvamento durou vários meses, mas não teve sucesso. Em fevereiro de 1922, quase um ano após a colisão, o navio continuava na mesma posição, parcialmente emerso e apoiado sobre os recifes, e nesse tempo, grande parte da carga nos porões foi recuperada. Em abril de 1924, um farol luminoso foi instalado em um dos mastros do Uberaba para evitar colisões com o casco, indicando que o esforço para salvar a embarcação havia sido encerrado.
Atualmente, os restos do navio se encontram destroçados, próximos a um cabeço de 25 m, com vários itens de luxo intactos, e este é considerado um dos naufrágios mais importantes do Parcel de Manuel Luís.